# 种族清洗
種族清洗（英語：ethnic cleansing），又稱民族清洗，通常指某個國家或某個地區的強勢集團，為了自己的政治目的、經濟目的或者宗教目的而動用軍隊或者非法組織成員，對特定的一個或者若干個民族的所有成員實施的無差別屠殺或強制遷徙和交換活動，亦或是藉由強暴性侵強制女性該種族成員懷孕的手段來迫害特定民族的行為，例如南斯拉夫戰爭（1991─1999年）期間在波士尼亞與科索沃的種族屠殺。种族清洗的定义和指控经常存在争议，并非全部研究人員均認爲强制同化或大规模屠杀是减少特定群体在某一地区的人口的手段。  
种族清洗在国际刑法中没有法律定义，但实施种族清洗的手段被视为危害人类罪，可受到《防止及惩治灭绝种族罪》的制裁。 

## 词源
该术语的前身是希腊语 (  ；字面意思是“奴役”），在古代文献中使用，描述公元前335 年亚历山大大帝征服底比斯时犯下的暴行。 一些作者认为，1609 年至 1614 年间，西班牙驱逐摩尔人，是现代西方世界第一次由国家发起的种族清洗。 拉斐尔·莱姆金 (Raphael Lemkin)创造了“种族灭绝”一词，认为美国定居者驱逐美洲原住民是种族灭绝的一个历史例子。 历史学家加里·安德森等其他人则认为，种族灭绝并不能准确描述美国历史的任何方面，相反，种族清洗是一个更合适的术语。 切尔克斯人种族灭绝，又称“ Tsitsekun ”，通常被各种历史学家视为 19 世纪工业时代国家发起的第一次大规模种族清洗运动。 19 世纪 60 年代，监督对切尔克斯人进行种族灭绝行动的俄罗斯帝国将军尼古拉·叶夫达基莫夫将穆斯林切尔克斯人非人化，视为“瘟疫”，并将其驱逐出境。俄罗斯的目标是吞并土地；俄罗斯强制驱逐切尔克斯人的军事行动被叶夫达基莫夫称为“ ochishchenie ”（清洗）。 
在第二次世界大战的大屠杀期间，纳粹德国奉行确保欧洲“清除犹太人”的政策（ ） 。纳粹德國的東方總計劃呼吁对中欧和东欧的大多数斯拉夫人进行种族灭绝和民族清洗，为德国人提供更多的生存空间。 在克罗地亚独立国塞尔维亚人大屠杀期间，委婉的说法是（“净化地形”）是克罗地亚人乌斯塔沙用来描述有计划地、有步骤地杀害非克罗地亚人或将他们赶出家园的军事行动。 这一术语也出现在塞尔维亚切特尼克分子1941 年 12 月 20 日的指令中，指他们在 1941 年至 1945 年间对波斯尼亚人和克罗地亚人实施的种族灭绝大屠杀。 俄语短语（；字面意思是“清洗边界”）在 20 世纪 30 年代早期的苏联文件中用来指强制将波兰人从22-（14-英里）白俄罗斯和乌克兰苏维埃社会主义共和国的边境地区。 1939 年至 1941 年间，苏联再次大规模重复了这一人口转移过程，并涉及许多其他涉嫌不忠的群体。 
该术语的完整形式首次出现在罗马尼亚语中（  ) 是 1941 年 7 月副总理米哈伊·安东内斯库 (Mihai Antonescu)对内阁成员的讲话中提到的。苏联开始入侵后，他总结道：“我不知道罗马尼亚人什么时候会有这样的种族清洗机会。” 20 世纪 80 年代，苏联使用“etnicheskoye chishcheniye”一词，字面意思是“种族清洗”，来描述阿塞拜疆将亚美尼亚人赶出纳戈尔诺-卡拉巴赫的努力。 它在波斯尼亚战争（1992-1995 年）期间被西方媒体广泛推广。

## 定义
安理会第780号决议设立的专家委员会的最终报告将种族清洗定义为：
一个族裔或宗教团体故意制定政策，通过暴力和恐怖手段将另一个族裔或宗教团体的平民从某些地理区域驱逐出去”。
“种族清洗”通过谋杀、酷刑、任意逮捕和拘留、法外处决、强奸和性侵犯、将平民禁闭在贫民窟、强行驱逐、驱逐和驱逐平民、蓄意对平民和平民区进行军事攻击或威胁攻击以及肆意破坏财产等手段进行。

这些做法构成危害人类罪，可视为具体的战争罪。此外，此类行为也可能属于《防止及惩治灭绝种族罪》的含义。
联合国对种族清洗的官方定义是“通过使用武力或恐吓手段，将另一个种族或宗教群体的人从特定区域驱逐出去，从而使该地区的种族趋于同质化。” 作为一个类别，种族清洗包含一系列或连续的政策。用安德鲁·贝尔-菲亚科夫的话来说，“种族清洗……很难定义。一方面，它几乎与强制移民和人口交换没有区别；另一方面，它与驱逐出境和种族灭绝混为一谈。然而，从最普遍的层面上讲，种族清洗可以理解为将人口从特定领土驱逐出去。” 
特里·马丁（Terry Martin）将种族清洗定义为“强行将某一族群的人口从特定领土驱逐出去”，并且是“处于种族灭绝与非暴力压力下的族群移民之间的连续体的中心部分”。 
种族灭绝观察组织的创始人格雷戈里·斯坦顿批评了该词的兴起以及他认为应该称为“种族灭绝”的事件的使用：因为“种族清洗”没有法律定义，媒体使用它可能会分散人们对应该以种族灭绝罪起诉的事件的注意力。 

### 相互种族清洗
相互种族清洗是指两个群体在自己的领土内对另一个群体的少数民族成员实施种族清洗。例如在 20 世纪 20 年代，希土战争之后，土耳其驱逐了其境内的希腊少数民族，希腊也驱逐了其境内的土耳其少数民族。 其他发生相互种族清洗的例子包括第一次纳戈尔诺-卡拉巴赫战争以及二战后苏联对德国人、波兰人和乌克兰人的人口转移。 

## 曾遭到刻意清洗的民族/族群

### 近代

#### 歐洲
- 西班牙的摩尔人
- 犹太人（犹太人大屠杀）
- 德国的华人（纳粹德国对中国人的迫害）
- 亚美尼亚人
- 罗姆人（“吞灭”行动）
- 波兰人
- 乌克兰人（乌克兰大饥荒，是否刻意针对乌克兰民族有争议）
- 东欧的德意志人
- 色雷斯的希腊人
- 希腊和保加利亚的土耳其人
- 波斯尼亚人
- 塞尔维亚人

#### 亞洲
- 印尼華僑（黑色五月暴动）

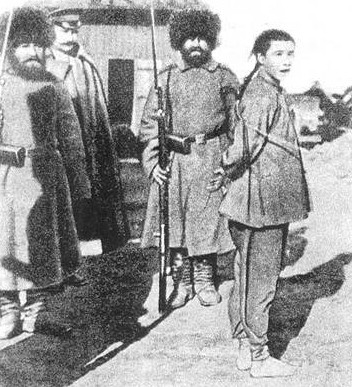
海兰泡惨案中，俄军绑缚中国人准备屠杀

- 緬甸羅興亞人（2016年罗兴亚人危机、2017年罗兴亚难民危机）
- 孟加拉国的朱瑪人（吉大港山區衝突）
- 柬埔寨的越南人、占人和华人（赤柬大屠殺）
- 巴勒斯坦地区的阿拉伯人（以巴衝突）
- 土耳其的希臘人（希臘種族滅絕）
- 土耳其的亞美尼亞人（亞美尼亞種族大屠殺）
- 土耳其的亞述人（亞述人種族大屠殺）
- 俄罗斯帝国远东的华人（庚子俄难）
- 中華民國的滿族（排满）
- 马来西亚的华人 (513事件)
- 抗日战争与中日甲午战争中的华人（旅顺大屠杀、南京大屠杀）
- 中華人民共和國的蒙古族 (内人党事件)
- 中華人民共和國的維吾爾族 (新疆種族滅絕指控、新疆再教育營）
- 頓巴斯烏克蘭人（頓巴斯種族滅絕指控）
- 臺灣原住民（沙轆社之役、大甲西社抗清事件、郭百年事件、加禮宛事件、雾社事件）
- 查戈斯人（驅逐查戈斯人）

#### 非洲
- 卢旺达的图西族（卢旺达种族灭绝）
- 阿尔及利亚和突尼斯的欧洲人（“黑脚”）和犹太人
- 尼日尔的马哈米德族阿拉伯人
- 桑给巴尔的阿拉伯人和印度人
- 烏干達的印度人
- 蘇丹達爾富爾地區的黑人（達爾富爾戰爭）

#### 美洲
- 美洲原住民（美國印第安戰爭）
- 美国非洲裔（土爾沙種族屠殺、科尔法克斯大屠杀、罗斯伍德大屠杀）

#### 澳洲
塔斯马尼亚原住民（黑色战争）

### 古代
- 苗人：明英宗天顺年间，明政府为了在湘西取得足够的土地安置汉族流民，对湘西的苗族人实施了种族清洗，据《凤凰厅志》和《泸溪县志》载：苗区人口“大经草剃，存不满百”、“几经绝种”、“经过挞伐征剿，村寨十室九空，人迹灭绝”。郭子章《黔记》卷五十九则记载，明代万历年间平定播州土司杨应龙叛乱后，贵州的明军曾发布赏格，凡生擒苗人一名赏银五两，杀一苗人赏银三两。
- 清代的漢人 (剃发易服、嘉定三屠、扬州十日[32]、大同之屠、庚寅之劫、屠蜀、江阴八十一日)
- 切尔克斯人：俄羅斯帝國在佔領切爾卡斯亞等高加索國家後，便屠殺和驅逐了約40-50萬北高加索人(切爾克斯人)。
- 中国新疆的准噶尔部蒙古人（準噶爾滅族，魏源的《圣武记》有记载）
- 成吉思汗西征，其軍隊在攻陷每個城池之後強搶當地民女，導致現今中亞各國的民眾有8％的男性遺傳了蒙古人的DNA[33]。
- 爱德华一世派遣英格蘭的貴族到蘇格蘭對當地的婦女執行初夜權，希望藉此稀釋蘇格蘭的血脈。